# The Arrival
För andra betydelser, se Arrival (olika betydelser).
"The Arrival" är en låt skriven av The Attic som framfördes i Örnsköldsvik den 17 februari 2007 i Melodifestivalen 2007 tillsammans med Therese Grankvist. Den 21 februari 2007 gavs singeln "The Arrival" ut, och på singellistorna placerade den sig som högst på 18:e plats i Sverige och tionde plats i Finland. Den 10 mars hamnade låten på 17:e plats på Trackslistan.
Den 4 mars 2007 gjordes ett försök att få in låten på Svensktoppen , som misslyckades .
Låten är snarlik Melodifestivalens vinjett "Arrival of Love", som The Attic också har skrivit.
Under Melodifestivalen 2012 var låten med i "Tredje chansen".

## Låtlista
1. The Arrival (radio edit)
2. The Arrival (extended)
3. The Arrival (dub)

## Listplaceringar
| Lista (2007) | Topplacering |
| ------------ | ------------ |
| Finland      | 10           |
| Sverige      | 18           |